# هرجاب
هرجاب، روستایی از توابع بخش چندار شهرستان ساوجبلاغ در استان البرز ایران است.

## جمعیت
این روستا در دهستان چندار قرار دارد و براساس سرشماری مرکز آمار ایران در سال ۱۳۸۵، جمعیت آن ۹۱ نفر (۲۴خانوار) بوده‌است.
نام خانوادگی اهالی اصیل هرجاب عبارت است از حسین زاده-چپردار - زعیم زاده - چرخگرد حسینی و  میباشد